# わし座NO星
わし座NO星（わしざNOせい、NO Aquilae、NO Aql）は、わし座の脈動変光星である。

## 特徴
わし座NO星は、SRA型に分類される半規則型変光星で、その明るさは9.3等から11.5等まで変化する。変光周期は概ね74日で、変光星総合カタログでは74.6日とされているが、アメリカ変光星観測者協会では73.6日となっていて、東京天文台（現・国立天文台）の技官を務めた下保茂も自らの著書で、73.6日周期で変光するとしている。わし座NO星が分類されるSRA型は半規則型変光星の中でも周期性の良い変光をする赤色巨星が分類される型であり、わし座NO星自身もスペクトル型がM4eの赤色巨星である。

## 名称
「わし座NO星」という名称は、変光星の命名規則に従って付与されたもので、わし座で290番目の変光星であることを意味する。